# Суфляр
Суфля́р (англ. fumarole, puffing hole, spouting hole, blower, feeder; нім. Gasbläser m, Wetterbläser m, Bläser m) — виділення газу із тріщини, шпуру чи свердловини, що розкриває газопровідні тріщини з дебітом газу понад 1м3 на хвилину  на ділянці виробки, меншій за 20 м. У вугільних шахтах суфлярні гази — це переважно метан, іноді з домішками водню, важких вуглеводнів та азоту, а також вуглекислий газ. 

## Різновиди та опис
Виділяють природні і експлуатаційні суфляри. 
- Природні суфляри приурочені до зон тектонічних порушень з широко розвиненою системою відкритих тріщин, поширених на величезній площі.
- Експлуатаційні суфляри виникають у виробленому просторі, в підготовчих виробках і очисних вибоях при виникненні тріщин за рахунок перерозподілу гірничого тиску.

Зі збільшенням глибини імовірність С. зростає. Глибина появи С. на вугільних шахтах звичайно приурочена до зони метанових газів. При невеликих запасах газу С. діють короткочасно, при значних —десятки років, виділяючи при цьому декілька млн. м3 метану (вугільні шахти). При неможливості знизити концентрацію суфлярних газів у шахтному повітрі до необхідних норм за допомогою засобів вентиляції проводиться каптаж С. Полягає він в ізоляції виходів газу спец. металевими ковпаками, які занурюють у поверхню виробки і герметизують по периметру бетоном, глиною; поздовжніми дерев'яними перекриттями, сумішшю рідкого скла, вапна і води, пінопластом або синтетичною плівкою. При недостатній ефективності цих способів каптажу відведення газів з осередків формування С. здійснюється за допомогою дренажних свердловин. У разі неможливості локалізації С. дану дільницю виробки ізолюють герметизуючою перемичкою, а газ ізольованої дільниці відводять.